# Аджоєв Гурам Захарович
Гурам Захарович Аджоєв (рос. Гурам Захарович Аджоев, * 18 жовтня 1961, Тбілісі) — радянський футболіст. Грав на позиціях півзахисника і нападника. Виступав, зокрема, за «Торпедо» (Кутаїсі), «Динамо» (Москва), «Спартак» (Москва) і «Металіст» (Харків). Зараз працює директором СДЮШОР у місті Раменське (Московська область).
Досягнення
- Володар кубка СРСР (1): 1988